# Hydromys
Hydromys is een geslacht van knaagdieren uit de muizen en ratten van de Oude Wereld.

## Verwantschap
Het geslacht is het nauwste verwant aan Parahydromys, Paraleptomys, Microhydromys, Baiyankamys en de Moncktonbeverrat (Crossomys moncktoni). Baiyankamys werd zelfs tot Hydromys gerekend, totdat Helgen (2005) aantoonde dat het een apart geslacht is. Helgen beschreef ook een nieuwe soort uit het noorden van Nieuw-Guinea, H. ziegleri, op basis van exemplaren die eerder tot H. hussoni werden gerekend. Hydromys omvat vrij grote, sterk aan een leven in het water aangepaste knaagdieren. De oudste fossielen van Hydromys komen uit het Vroeg-Plioceen van Floraville, een plaats in Queensland.

## Verspreiding
Deze soort komt voor op Nieuw-Guinea, in Australië en op vele eilanden in de omgeving. 

## Soorten
Er zijn vier soorten (naast een onbeschreven soort uit Obi):
- Hydromys chrysogaster – Australische beverrat (Australië, Nieuw-Guinea en omliggende eilanden)
- Hydromys hussoni (Wissel Lakes van Nieuw-Guinea)
- Hydromys neobritannicus – Beverrat van Nieuw-Brittannië (Nieuw-Brittannië)
- Hydromys ziegleri (noordelijk Nieuw-Guinea)